# Ahmed Hadid
Ahmed Hadid (en árabe: احمد حديد المخيني‎; Salalah, Omán, 18 de julio de 1984) es un exfutbolista de Omán que jugaba en la posición de centrocampista.

## Carrera

### Club
| Periodo   | Club           |
| --------- | -------------- |
| 2001-2005 | Al-Taliya Club |
| 2005–2008 | Al-Shamal SC   |
| 2008–2011 | Ittihad FC     |
| 2011–2013 | El Jaish SC    |
| 2013–2015 | Fanja SC       |
| 2015–2017 | Sur Club       |

### Selección nacional
Jugó para Omán en 103 ocasiones de 2003 a 2013 y anotó nueve goles; participó en dos ediciones de los Juegos Asiáticos, dos ediciones de la Copa Asiática, seis ediciones de la Copa de Naciones del Golfo y tres eliminatorias mundialistas.

## Logros

### Club
- Liga Profesional Saudí (1): 2008-09
- Copa del Rey de Campeones (1): 2010
- Copa de las Estrellas de Catar (1): 2013
- Copa del Sultán Qabus (1): 2013-14
- Copa de la Liga de Omán (1): 2014-15

### Selección nacional
- Copa de Naciones del Golfo: 2009